# Mass Effect: Andromeda
Mass Effect: Andromeda är ett actionrollspel och tredjepersonsskjutare utvecklat av Bioware och utgivet av Electronic Arts till Microsoft Windows, Playstation 4 och Xbox One. Fastän det delar universum med den ursprungliga trilogin är det inte en fortsättning på tidigare handlingar. Mass Effect: Andromeda är det första spelet i Mass Effect-serien med en öppen spelvärld. Spelet tillkännagavs officiellt den 15 juni 2015, under Electronic Arts presskonferens på E3 2015 och utgavs världen över i slutet av mars 2017.